# آرشي جولدي
آرشي جولدي (بالإنجليزية: Archie Goldie)‏ (5 يناير 1874 في المملكة المتحدة - 7 أبريل 1953 في المملكة المتحدة) هو لاعب كرة قدم بريطاني (وحمل سابقاً جنسية المملكة المتحدة لبريطانيا العظمى وأيرلندا) في مركز الظهير. لعب مع برمنغهام سيتي ونادي كرو ألكساندرا ونادي ليفربول ونادي كلايد وBootle F.C. ‏ وNew Brighton Tower F.C. ‏.